# Línia Yiwu-Madrid
Línia Yiwu-Madrid és una línia de ferrocarril de transport de mercaderies que uneix la República Popular de la Xina (Yiwu) amb Espanya (Madrid). És la infraestructura per al viatge més llarg del món: 13.000 km en 21 dies. Fou establit 18 de novembre de 2014 i va ser estrenat el mateix any, eixint de Yiwu en novembre de 2014 i tornant el 2015.
És un projecte emmarcat dins de la Iniciativa del Cinturó i Ruta de la Seda. Va ser promogut per la Unió Europea i el govern xinès.
Suposa una via de transport eficient perquè abans els béns per al comerç Europa-República Popular Xinesa eren transportats per via aèria o pel mar. Connecta econòmicament la província de Zheijang, la ciutat financera de Xangai i, evidentment, Yiwu, una ciutat considerada un important punt de distribució de béns.
Durant el trajecte es canvien les locomotores cada 800 km i es fan tres canvis d'ample de via (d'ample de via ample a estàndard i d'estàndard a ample espanyol). De la gestió logística s'encarrega l'empresa IRS InterRailServices GmbH.
L'impacte mediambiental és de 44 tones de CO₂ en comparació a les 114 tones per carretera.

## Ruta
- Yiwu, Xina
- Alashankou, Xina
- Dostyk, Kazakhstan[9]
- Omsk, Rússia[7]
- Brest, Belarús
- Malaszewicze, Polònia
- Alemanya
- França
- Irun
- Estació de Madrid-Abroñigal[8] (Madrid), Espanya[9]